# La Chasse au renard (Courbet)
Pour les articles homonymes, voir La Chasse au renard.
La Chasse au renard est un tableau réalisé par le peintre français Gustave Courbet en 1863-1867. Cette huile sur toile est une peinture animalière qui représente un cheval et un bouledogue dans une forêt. Sa composition picturale est le résultat d'un repentir qui explique son titre, l'artiste ayant modifié ce qui était originellement une scène de chasse au renard après l'exposition de l'œuvre au Salon, à Paris : il a supprimé le renard ainsi que deux chasseurs, dont l'un qui était en selle. La peinture est conservée depuis 1910 à la Kunsthalle de Mannheim, à Mannheim, dans le Bade-Wurtemberg, en Allemagne.